# Aviation Lease and Finance Company
Aviation Lease and Finance Company KSCC (ALAFCO) ist eine Kooperation von Kuwait Finance House und Kuwait Airways im Bereich Flugzeug-Leasing mit Sitz in Kuwait.

## Geschichte
ALAFCO wurde 1992 gegründet, begann jedoch erst 2000 mit dem Kauf und der Vermarktung von Flugzeugen. Die Leasingverträge orientieren sich an der Scharia. Außerdem bietet man eine Vielzahl anderer Dienstleistungen an, etwa Hilfe beim Kauf bzw. dem Verkauf von Flugzeugen und der Wartung der Flugzeuge.

## Flotte
ALAFCO hat laut eigener Aussage folgende Flugzeugtypen im Portfolio:
| Flugzeugtyp | Leasingnehmer            | Menge |
| ----------- | ------------------------ | ----- |
| A320-200    | Aegean Airlines          | 4     |
| A320-200    | Allegiant Air            | 5     |
| A320-200    | Beijing Capital Airlines | 2     |
| A320-200    | Citilink                 | 3     |
| A320-200    | Go Air                   | 2     |
| A320-200    | IndiGo                   | 2     |
| A320-200    | Saudi Airlines           | 8     |
| A320-200    | VietJet Air              | 3     |
| A320-200neo | Air India                | 11    |
| A321-200    | Juneyao Airlines         | 2     |
| A350-900    | HONGKONG Airlines        | 2     |
| B737-800    | Caribbean Airlines       | 1     |
| B737-800    | Ethiopian Airlines       | 3     |
| B737-800    | Jet Airways              | 2     |
| B737-800    | Lion Air                 | 2     |
| B737-800    | Malaysia Airlines        | 2     |
| B737-800    | Nok Air                  | 3     |
| B737-800    | Okay Airways             | 2     |
| B777-300ER  | Garuda Indonesia         | 2     |
| B777-300ER  | Kuwait Airways           | 3     |
| Gesamt      | Gesamt                   | 64    |

## Kunden
- Air Europa
- Air India
- Eastern Airlines Wuhan
- Eastern Xi Bei
- Ethiopian Airlines
- Malaysia Airlines
- Oman Air
- Royal Jordanian
- Turkish Airlines
- VietJet Air
- Yemenia